# Palmer (Michigan)

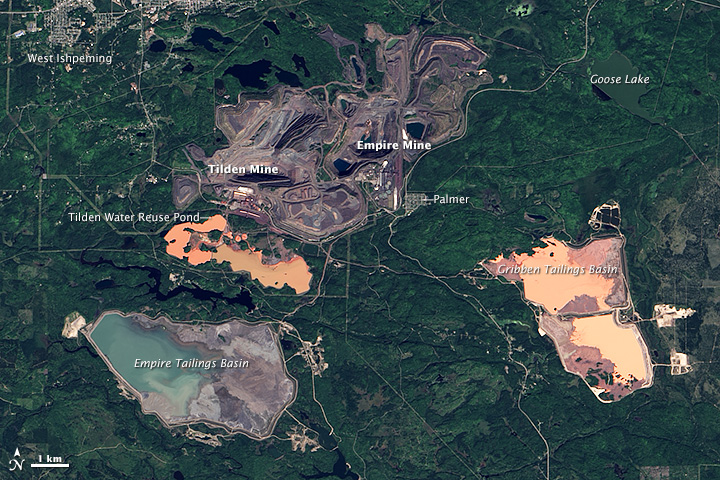
Palmer, in der Bildmitte rechts der Eisenminen Empire und Tilden gelegen, 2013. Ein Satellitenbild von Landsat 8.

Palmer ist ein gemeindefreies Gebiet im Marquette County im US-Bundesstaat Michigan. Für statistische Zwecke wird es als Census-designated place (CDP) geführt und hat keinen rechtlichen Status als eine Gemeinde. Das U.S. Census Bureau hat bei der Volkszählung 2020 eine Einwohnerzahl von 378 ermittelt. Palmer liegt im Richmond Township an der Staatsstraße M-35.
Der ZIP-Code von Palmer (49871) umfasst eine größere Fläche als die des CDP.

## Geographie
Nach Angaben des US-Volkszählungsamtes hat das Gebiet eine Fläche von 1,53 km².

## Wirtschaft
Palmer liegt direkt an der seit August 2016 stillgelegten Cleveland-Cliffs-Mine Empire Mine. Zu den lokalen Unternehmen gehören Ski's Handy Grocery, Fran's Service and the Cascade Bar. Eine Filiale der unabhängigen Supermarktvereinigung IGA wurde vor einigen Jahren geschlossen. Der Radiosender WRUP auf 98,3 MHz änderte 2009 seinen Lizenzsitz von Munising zu Palmer, da er seine Zuhörerschaft in der Marquette County hat.

## Klima
Die lokale Klimaregion ist gekennzeichnet durch große Temperaturunterschiede innerhalb eines Jahres, mit warmen bis heißen (und oft feuchten) Sommern und (teilweise extrem) kalten Wintern. Die Effektive Klimaklassifikation nach Köppen und Geiger klassifiziert die Region um Palmer mit einem humiden Kontinentalklima, das auf Klimakarten als "Dfb" abgekürzt wird.